# Kisoro (plaats)
Kisoro is de hoofdstad van het District Kisoro in het Zuidwesten van Oeganda. Het ligt vlak bij het drielandenpunt van Congo, Rwanda en Oeganda. Het is beroemd geworden vanwege het dichtbijgelegen Mgahinga Park (beroemd om zijn gorilla's). Kisoro heeft vanwege zijn aantrekkingskracht op het toerisme (gorillas) tevens een klein vliegveld. Vanuit Kisoro worden trips georganiseerd die toeristen naar de berggorilla's in de bergen brengen.
Er wordt in Kisoro Kinyarwanda gesproken en er wonen volkeren als de Bafumbira, Hutu's, Tutsi's, Batwa Pygmeeën en Bakiga.